# Недељко Чубриловић
Недељко Чубриловић (Крупа на Врбасу, ФНР Југославија, 1953) српски је политичар и инжењер машинства. Садашњи је предсједник Демократског савеза (ДЕМОС). Бивши је  предсједник Народне скупштине Републике Српске, министар саобраћаја и веза Републике Српске и замјеник предсједника Демократског народног савеза (ДНС).

## Биографија
Дипломирани је машински инжењер. Преко двадесет година је провео на различитим пословима у привреди, од конструктора до директора предузећа. Обављао је функцију председника Извршног одбора града Бањалука и директора Дирекције за путеве Републике Српске. Ожењен је и има двоје дјеце. По националности је Србин.
Године 2014. изабран је на мјесто предсједника Народне скупштине Републике Српске. Прије тога, од 2006. до 2014. је у четири различита састава Владе Републике Српске, обављао функцију министра саобраћаја и веза Републике Српске.
Предсједништво ДНС-а разријешило га је функције потпредсједника на сједници одржаној 14. новембра 2018. Он је разријешен на приједлог предсједника странке Марка Павића, који га је оптужио да је учествовао у смјени кадрова ДНС-а након избора који су одржани 7. октобра 2018. Струја окупљена око Чубриловића је предсједника ДНС-а Марка Павића оптужила за "тајкунизацију" странке.
Недељко Чубриловић је 22. децембра 2018. у Бањој Луци изабран за предсједника новооснованог ДЕМОС-а.